# Özlem Türay
Nimet Özlem Türay (Smirne, 11 settembre 1981) è un'attrice turca, nota per aver interpretato il ruolo di Ikbal Hanım nella serie Bitter Sweet - Ingredienti d'amore (Dolunay).

## Biografia
Özlem Türay è nata l'11 settembre 1981 a Smirne (Turchia). Ha completato la sua istruzione primaria e secondaria a Smirne. Ha vinto il Dipartimento di Teatro DTCF dell'Università di Ankara nel 2000. Si è laureata presso il dipartimento nel 2004.
Nel 2017 ha interpretato la signora Ikbal Hanım, segretaria del protagonista Ferit Aslan, in Bitter Sweet - Ingredienti d'amore (Dolunay).

## Carriera teatrale
Özlem Türay ha iniziato a recitare in giovane età e ha preso parte a molti spettacoli dello İzmir Karşıyaka Theatre Workshop all'età di 14 anni. Ha tenuto lezioni di recitazione e messo in scena spettacoli teatrali presso l'Associazione per la Protezione dei Bambini di Strada. Nel 1999 ha preso lezioni di teatro e canto sotto la supervisione di Fikir Lafçıoğlu per gli esami di teatro. Ha fondato il gruppo teatrale Mahşer-i Cümbüş nel 2001 con cinque amici che ha conosciuto al Dipartimento Teatrale DTCF. Ha messo in scena il teatro d'improvvisazione per la prima volta in Turchia con Mahşer-i Cümbüş. Sta ancora insegnando teatro in un college privato. Inoltre, prende parte a spettacoli teatrali con Mahşer-i Cümbüş e mette in scena il Theatre Sports sugli schermi con il programma televisivo chiamato Instant Image Show.

## Filmografia

### Cinema
- Yedi Alvu, regia di Semir Aslanyürek (2009)

### Televisione
- Benimle Oynar mısın? – serie TV (2004)
- Anında Görüntü Show – serie TV (2007)
- Halil İbrahim Sofrası – serie TV (2011)
- 20 Dakika – serie TV (2013)
- Küçük Ağa – serie TV – serie TV (2014)
- Mahşer-i Cümbüş – serie TV (2015)
- Hayat Şarkısı – serie TV (2016)
- Lise Devriyesi – serie TV (2017)
- Bitter Sweet - Ingredienti d'amore (Dolunay) – serie TV (2017)
- Segreti di famiglia (Yargı) – serie TV (2021-2024)

## Teatro
- Bir Evlenme, Cimri, Hastalık Hastası, Sahte Cennet, Ferhat ile Şirin (1996)
- Birçok atölye çalışmasına katıldı. Oyunculukta Ses ve Nefes, Biyomekanik Oyunculuk, Oyunculuk ve Doğaçlama, Tiyatro ve Doğaçlama, Commedia Dell'Arte tiyatro oyunculuğu bunlardan bazılarıdır (2001)
- Kafkas Tebeşir Dairesi isimli oyunda rol aldı (2003)
- Hamlet uyarlaması olan oyunda Hamlet'i oynadı (2004)
- İki Efendinin Uşağı isimli oyunda rol aldı (2004)

## Musica
- Ha anche composto musica nella commedia Women Lost the War nel 2002
- Ha cantato la canzone popolare Hey Onbeşli con la sua amica Ayça Işıldar della squadra Mahşer-i Cümbüş
- Ha cantato la canzone Karaçalı con il suo amico Ayça Işıldar del team Mahşer-i Cümbüş e il rapper Ayben
- Ha cantato la canzone dei REM Losing My Religion con la Baybora Band e l'ha presentata ai suoi fan su Facebook
- È uno dei 45 artisti di Play for Nature e ha cantato la canzone Divane Aşık Yavaş
- È uno dei 91 artisti del progetto Play for Nature e ha cantato la canzone Uzun İnce Bir Yoldayim

## Doppiatrici italiane
Nelle versioni in italiano dei suoi film e delle sue serie TV, Özlem Türay è stata doppiata da:
- Rachele Paolelli in Bitter Sweet - Ingredienti d'amore[1]